# اس‌اس اوگاندا (۱۹۵۲)
اس‌اس اوگاندا (۱۹۵۲) (به انگلیسی: SS Uganda (1952)) یک کشتی بود که طول آن ۵۴۰ فوت (۱۶۰ متر) بود. این کشتی در سال ۱۹۵۲ ساخته شد.